# Pułapka (powieść)
Pułapka (ang. From the Dead) – powieść kryminalna brytyjskiego pisarza Marka Billinghama z 2010. Polskie wydanie książki ukazało się w 2013 w tłumaczeniu Roberta P. Lipskiego. 

## Treść
Dziewiąta część cyklu z inspektorem Tomem Thorne’em. Akcja powieści rozgrywa się dziesięć lat od odnalezienia szczątków Alana Langforda, spalonego żywcem we własnym samochodzie w lesie w Yorkshire. Jego żonę (Donnę) skazano za zlecenie tego zabójstwa na dziesięć lat więzienia. Tuż przed opuszczeniem zakładu karnego Donna otrzymuje list ze zdjęciem swego męża, całego i zdrowego. Tom Thorne, współpracując z prywatną detektyw, Anną Carpenter, prowadzi po raz pierwszy śledztwo wykraczające daleko poza granice Wielkiej Brytanii, udając się m.in. w okolice Malagi. 
Powieść uplasowała się na liście bestsellerów pisma „Sunday Times”. Według cyklu powstał też angielski serial filmowy.